# Petar Vasiljević
Pour les articles homonymes, voir Vasiljević.
Petar « Peđa » Vasiljević (en serbe Пeтap Пеђа Bacиљeвић), né le 3 novembre 1970 à Belgrade, est un footballeur serbe reconverti en entraîneur. Il jouait au poste de défenseur central et comme milieu de terrain.

## Carrière

### Joueur
Vasiljević commence sa carrière au poste de défenseur central dans un des clubs de sa ville natale, le FK Partizan. Il y remporte deux fois le championnat de Serbie et plusieurs Coupes de Yougoslavie. Lors de l'été 1994, il est recruté par Osasuna, puis par l'Albacete Balompié. 
Sur ses six saisons passées en Espagne, il ne joue qu'une seule saison en première division, lors de la saison 1995-1996, au terme de laquelle l'Albacete finit par descendre en D2. Son bilan dans les championnats espagnols s'élève à 22 matchs en Division 1, et 89 en Division 2, pour cinq buts inscrits.
En 2000, il quitte le championnat espagnol pour jouer en Allemagne avec le Rot Weiss Ahlen. Il dispute avec cette équipe, 46 matchs en 2.Bundesliga. Il retourne ensuite lors de l'été 2003 en Serbie, pour évoluer avec le FK Obilić, club où il met un terme à sa carrière de joueur.

### Entraîneur
Après sa retraite de joueur, Vasiljević rejoint le staff d'Osasuna en 2010, où il travaille dans diverses sections du club (entraîneur des juniors, co-directeur sportif).
Le 5 janvier 2017, il remplace Joaquín Caparrós au poste d'entraîneur de l'équipe première d'Osasuna, qui lutte pour ne pas descendre en Division 2. Il ne peut éviter la relégation en D2 et en juin 2017 il est démis de ses fonctions.